# Jost Van Dyke
Pour les articles homonymes, voir Jost et Van Dyke.
Jost Van Dyke, familièrement nommée Jost ou JVD, est une île de l'archipel des îles Vierges britanniques. Son nom vient d'un corsaire hollandais, Joost van Dyk.
Quelques hommes célèbres y sont nés : William Thornton, architecte du Capitole aux États-Unis et John Coakley Lettsome, fondateur de la société médicale en Angleterre.